# Lambert Pietkin

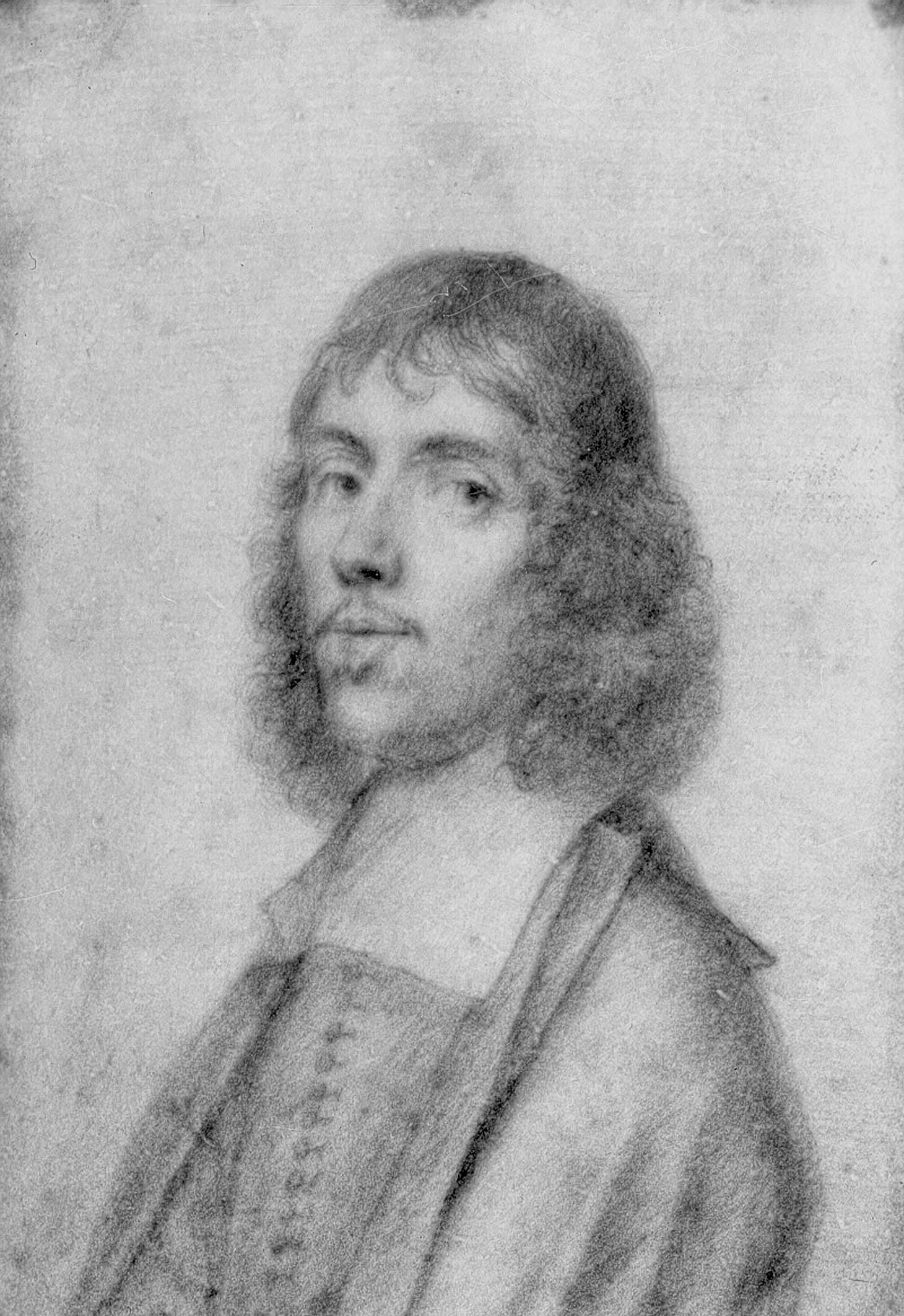
Lambert Pietkin, Portraitzeichnung von Jean-Guillaume Carlier (Musée des beaux-arts Lüttich)

Lambert Pietkin (* 22. Juni 1613 in Lüttich; † 16. September 1696 ebenda) war ein im Hochstift Lüttich wirkender Komponist und Organist des Barock.

## Leben
An der Lambertuskathedrale Lüttich ausgebildet, übernahm er dort 1630 die „Kleine Orgel“, zwei Jahre später wurde er Organist an der Hauptorgel. 1633 ersetzte er zeitweise seinen Paten und Lehrer Léonard de Hodémont als Kapellmeister, da man ihn für diese Position noch zu jung hielt, übergab man das Amt an Pierre Probus (um 1600–1664). Pietkin folgte ihm zehn Jahre später im Amt und übte dieses bis zu seiner Pensionierung 1674 aus.
Pietkin wurde in der Lambertuskathedrale zum Priester geweiht und 1642 zum chapelain impérial berufen. 1663 wurde er Kanoniker im Kapitel Saint-Materne der Kathedrale, wo er 1670 zum grand compteur aufstieg.

## Werk
Im „Grand livre de Choeur de Saint Lambert“ von 1645, bestehend aus 11 Motetten für 5 bis 8 Stimmen und in der Sammlung Sacri concentus Op. 1  (Antwerpen, 1648) komponierte in der Tradition der Vorgängergeneration, hier erweist sich Pietkin als ein Meister der Kontrapunktik. In seinem Sacri concentus Op. 3 zeigt er sich neueren Strömungen gegenüber aufgeschlossen, diese Sammlung aus 32 Motetten für Gesangsstimmen mit Instrumentalbegleitung bestehend, zeigt italienischen Einfluss, einige der Motetten wurden von Sébastien de Brossard lobend erwähnt. Ebenso komponierte er zwei vierstimmige Kirchensonaten, in denen der Stil Corellis spürbar wird. Sein aus Messen und Motetten bestehendes Op. 2 wird zwar in den Kirchenarchiven von Tongern, Oudenaarde und Gent erwähnt, bleibt aber bisher verschollen.